# Robinson R44
Robinson R44 (vzdevek Raven) je lahki štirisedežni helikopter. Razvil ga je Frank D. Robinson, po katerem je poimenovano podjetje Robinson Helicopter Company. Razvili so ga na bazi manjšega Robinson R22. R44 je prvič poletel 31. marca 1990 in je v proizvodnji od leta 1992, zgradili so že več kot 5610 helikopterjev, kar ga uvršča med najbolj proizvajane helikopterje na svetu.
Motor poganja šestvaljni batni motor Lycoming IO-540-AE1A5 s 245 KM. Helikopter ima dvokraki pol-rigidni glavni rotor. Ima zaprto in okroglo oblikovano kabino za pilota in tri potnike. Smer vrtenja repnega rotorja je obratna v primerjavi z R22, za boljšo krmarljivost po smeri.

## Tehnične specifikacije(R44 Raven II)
- Posadka: 1 lahko tudi 2
- Kapaciteta: 4 osebe
- Uporabni tovor: 748 lb (340 kg)
- Dolžina: 11,65 m
- Premer rotorja: 33 ft (10,1 m)
- Premer repnega rotorja: 4 ft 10 in (1,5 m)
- Višina: 10 ft 9 in (3,3 m)
- Prazna teža: 1 450 lb (657,7 kg)
- Naložena teža: 2 500 lb (1 134 kg)
- Motor: 1 × Lycoming IO-540-AE1A5 6 valjni protibatni (boxer), 245 bhp (183 kW)
- Gorivo: AVGAS 100 (100LL) ali 100/130.
- Kapaciteta glavnega tanka: 31,6 ameriških galon (120 litrov)
- Kapaciteta dodatnega tanka: 18,5 ameriških galon (70 litrov)

- Maks. hitrost: 130 vozlov (240 km/h; 150 mph)
- Potovalna hitrost: 110 vozlov (200 km/h; 130 mph)
- Domet: 300 nmi (560 km; 350 mi)